# 萬代福影城

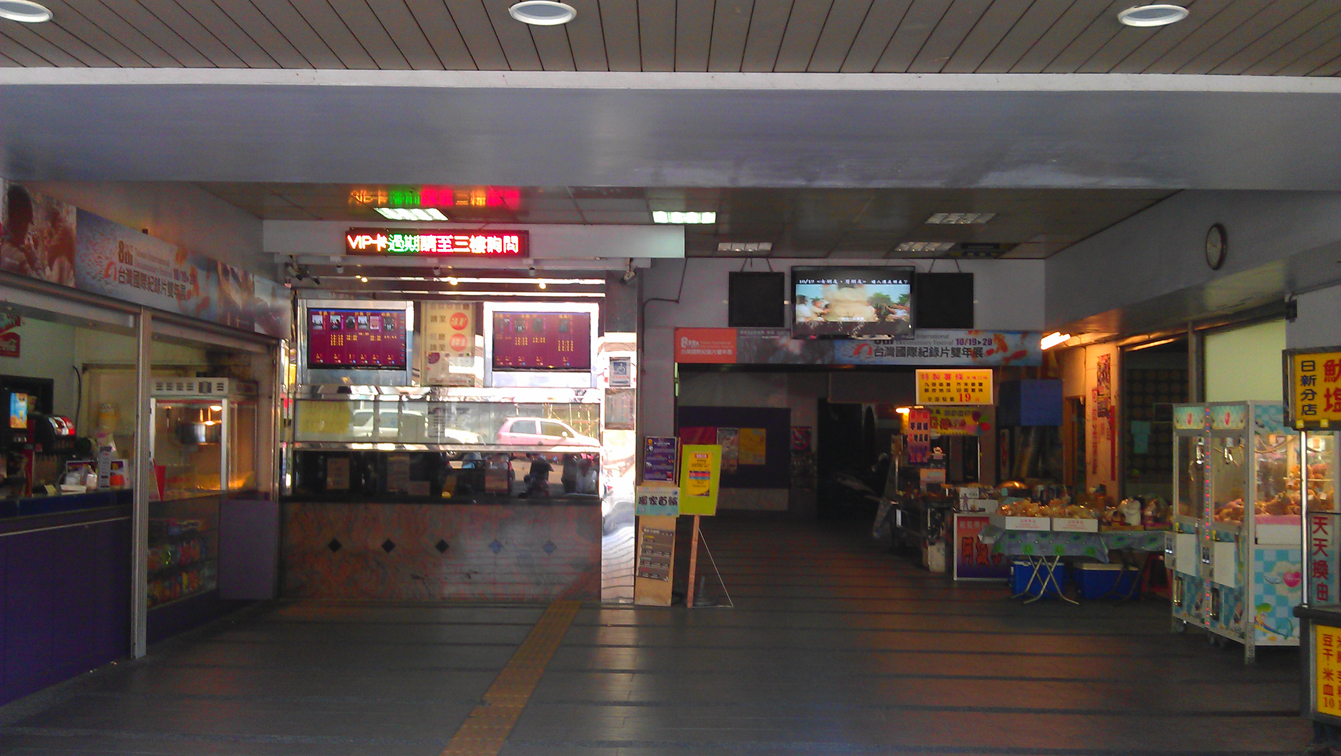
萬代福影城售票處

萬代福影城是位於台灣臺中市中區的電影院，設於台中公園電影大樓的B1至4樓。以播放二輪電影和首輪藝術電影為主，並時常與臺中市政府文化局和國立台灣美術館等相關單位合作協辦影展；也與中部大專院校及民間機構合作，持續舉辦電影特映會、露天電影、膠捲藝術創作以及弱勢團體的電影招待...等活動；並於四樓設有電影文化展示館。

## 歷史
- 1981年，成立於中華路夜市大誠路與公園路口的台中公園電影大樓（聯合建設興建）裡，最初為放映首輪電影。
- 1990年代，因中區沒落與台中新影城的成立，導致中區舊影城相繼關閉；1995年萬代福影城亦宣告停業[2]。
- 1996年，由黃炳熙買下已停業的萬代福影城，重新開幕[3]。
- 2004年，進行全面整修改裝與設備更新。
- 2012年，播放設備數位化完成。
- 2015年5月，成立電影文化展示館。
- 2022年6月1號，因受到疫情衝擊，暫停營業。

## 設備
電影圖書室
放映設備老電影放映機展示：各式16mm、8mm、35mm炭棒放映機
放映廳
- 龍廳：位於地下一樓，可容納 230人
- 金廳：位於三樓，可容納 244人
- 寶廳：位於三樓，可容納 215人
- 銀廳：位於三樓，可容納 90人
- 財廳：位於三樓，可容納 70人
- 藝文廳：位於四樓

## 常駐放映電影
- 錢不夠用2：從2009年5月上映，創下台灣影史記錄，是一部關於家庭的新加坡電影。[4][5][6]
- 一首搖滾上月球：2013年10月上映，是一部關於罕見疾病兒童與父親的臺灣紀錄片。
- 逐夢上學路（英语：On the Way to School）：2014年7月上映（已下檔），是一部幾個國家偏遠地區兒童就學過程的土耳其紀錄片。

## 票價
二輪
- 全票：新台幣80元／1部
- 優惠票：新台幣60元／1部（軍警、教師、學生票）
- 身心障礙者/老人票(65歲以上)：新台幣40元／1部
- 點數會員卡：1點／1部（會員卡單張新台幣1000元，共20點）
- 特殊優惠時段：新台幣50元／1部，平日（非國定假日）各廳的最早與最晚場

獨家首輪
- 全票：新台幣200元／1部
- 優惠票：新台幣170元／1部（軍警、教師、學生票）
- 身心障礙者/老人票(65歲以上)：新台幣100元／1部
- 點數會員卡：3點／1部（會員卡單張新台幣1000元，共20點）

電影文化展示館
- 單人票價：新台幣200元，並贈送電影票乙張
- 團體導覽：20人為限，並享有團體優惠價

## 交通
大眾運輸
- 公車客運
  - 臺中公園(三民路)
  - 臺中公園(公園路)
  - 光復國小(自由路)

停車場
- 福音街平面停車場
- 臺中公園地下停車場

## 週邊環境
- 國立臺灣體育運動大學
- 國立臺中科技大學
- 臺中市立臺中第一高級中等學校
- 臺中市立臺中第二高級中等學校
- 臺中市中區光復國民小學
- 臺中市北區太平國民小學
- 精武圖書館
- 文英館
- 中華路夜市
- 一中商圈
- 台中中友百貨
- 臺中公園
- 澄清醫院平等院區

## 外部連結
- 萬代福影城 （页面存档备份，存于）
- 萬代福影城的Facebook專頁
- YouTube上的萬代福影城頻道